# 米勒斯堡 (密歇根州)
米勒斯堡（英語：Millersburg）是位於美國密歇根州普雷斯克艾爾縣凱斯鎮區的一個村。

## 人口
根據2020年美國人口普查的數據，米勒斯堡的面積為2.57平方千米，當中陸地面積為2.57平方千米，而水域面積為0.00平方千米。當地共有人口169人，而人口密度為每平方千米65人。